# Gameleira
Gameleira là một đô thị thuộc bang Pernambuco, Brasil. Đô thị này có diện tích 259,7 km², dân số năm 2007 là 26404 người, mật độ 101,67 người/km².